# Peter Schulz Leonhardt
Peter Schulz Leonhardt (* 1963 in Prenzlau) ist ein deutscher Zeichner, Graphiker und Illustrator.

## Leben
Peter Schulz Leonhardt arbeitete nach dem Abitur von 1983 bis 1985 im in Neubrandenburg. Von 1980 bis 1984 nahm er bei der Malerin Gabriele Schulz in Neubrandenburg Mal- und Zeichenunterricht. 1985 bis 1986 studierte er an der Universität Greifswald zwei Semester Kunsterziehung und Deutsche Sprache. Daneben besuchte er die Abendschule der Kunsthochschule Berlin-Weißensee und studierte an dieser Hochschule ab 1991 Malerei und Graphik, nahm außerdem Zeichen- und Grafikunterricht bei Christine Perthen. und beendete 2001 sein Studium an der Kunsthochschule.
2000 hatte er ein Arbeitsstipendium am Otto-Niemeyer-Holstein-Atelier in Koserow und nahm auf Usedom am Internationalen Künstler-Plainair teil. Nach dem Diplomabschluss ließ er sich 2001 freiberuflich als Zeichner, Graphiker und Illustrator in Berlin nieder. Er bekam Lehraufträge an Hochschulen, so 2003 bis 2004 für Druckgraphik an der Kunsthochschule Berlin-Weißensee, seit 2013 für Darstellungstechniken, Modezeichnen, Aktzeichnen an der Universität der Künste Berlin sowie für Figürliches Zeichnen und Visualisierung an der Mediadesign Hochschule in Berlin und München.
Schulz Leonhardt unternahm Studienreisen u. a. nach Italien, Norwegen, Österreich, Portugal und in die Schweiz. Er ist Mitglied im Berufsverband Bildender Künstler*innen Berlin.

## Werke (Auswahl)
Graphische Mappenwerke
- Der fliederblaue Klüngel – Le cercle privé de Marie Antoinette. Mappe mit Radierungen. 2012
- Macbeth – frei nach William Shakespeare. Mappe mit acht Linoldrucken. 2012
- Im Garten unter Bäumen – Für Christine Perthen. Mappe mit 5 Radierungen/Strichätzungen. 2014

## Ausstellungen (Auswahl)
- 2003: Studio Bildende Kunst, Berlin
- 2004: Galerie Bettina Hahn, Berlin  ("Tim Fischer – Die Berliner Konzerte. Ein Porträt")
- 2005: Galerie M, Berlin  (mit Anna Franziska Schwarzbach)
- 2006: Galerie Atelier Laubbach, Ostrach  ("Grafik meisterhaft", mit Ursula Strozynski)
- 2007: Galerie der Berliner Graphikpresse, Berlin ("Arbeiten zu Literatur und Theater", mit Ingeborg Voss)
- 2013: Galerie Siechenhauskapelle, Neuruppin
- 2014: Rathaus Burgwedel (Zeichnungen und Radierungen, angeregt durch Stefan Zweigs Roman Marie Antoinette)
- 2015: Galerie der Berliner Graphikpresse, Berlin (Arbeiten aus den Jahren 2010–2015. Handzeichnungen und Druckgraphik)
- 2016: Galerie Atelier Laubbach, Ostrach  („Der offene Blick“, mit Hans Scheib)
- 2017: Galerie Christine Knauber, Berlin (Bella Figura, Zeichnungen und Druckgraphik)
- 2018: Grafikstudiogalerie, Berlin ("#Wonderland", mit Marianne Schröder)
- 2019: Galerie 100, Berlin (Handzeichnungen und Druckgraphik)[4]
- 2020: Galerie im Kurt-Schumacher-Haus, Berlin („Im Dialog“. Zeichnungen, mit Eva Mücke)